# Vendita per corrispondenza su catalogo in Italia
La vendita per corrispondenza in Italia era già attiva nel 1913, quando il catalogo OMNIA pubblicizzava dalle sue pagine il fatto di avere già tanti clienti e di avere migliorato il suo servizio: “la società OMNIA nell'inviare alla sua numerosissima clientela il nuovo catalogo 1913 è orgogliosa di poter far constatare i vantaggi sempre maggiori che offre con questa nuova pubblicazione e i progressi grandissimi da lei fatti in breve volgere di anni”. La Società OMNIA nacque nel 1911, anno dell'Esposizione Internazionale di Torino. Il catalogo ha una straordinaria messe di articoli, utensili, biciclette, armi, macchine per cucire, giocattoli, accessori per la caccia, ecc. A cavallo fra le due guerre anche il titolare dell'azienda Magazzini Duilio 48, con sede a Firenze, Montecatini Terme e Viareggio, Joseph Siebezehner, commerciante ebreo di famiglia polacca, si cimentò nella vendita per corrispondenza su catalogo.
Ma è nel secondo dopoguerra che in Italia nascono, in pochissimi anni, di una serie di cataloghi, più o meno tutti, negli ultimi 50 anni. Nel 1960 nasce Postalmarket, nel 1961 nasce La Base, nel 1962 Vestro, nel 1964 C.I.A. Compagnia Internazionale Abbigliamento. Il periodo è fecondo, la ricostruzione ha portato con sé il boom economico, eppure la peculiarità del tessuto economico italiano, ancora molto arcaico, agricolo in un certo senso “pre-bellico” fa sì che la nascita e lo sviluppo della vendita a distanza in Italia non sia fondata sul bisogno, ma generi il bisogno. Il Paese era in forte crescita e la presentazione dei ricchi assortimenti di articoli del catalogo despecializzato crea il bisogno di oggetti di cui il compratore italiano medio allora non aveva neppure conoscenza.

## Cataloghi

### Postalmarket
Anna Bonomi Bolchini appartenente alla ricca borghesia milanese, ispirandosi alla realtà americana, fonda Postalmarket (originariamente Postal Market). Il primo catalogo appare nel 1958 e raccoglie una serie di articoli da regalo, seguito poi da altri 2 numeri nel 1959 con articoli di abbigliamento e casalinghi. Il primo catalogo Postalmarket despecializzato viene pubblicato nel 1960: constava di 48 pagine con una tiratura di 10 000 copie. Il secondo numero, della durata di 6 mesi, dall'aprile 1961 al settembre 1961 recitava sul frontespizio “…scegliete con comodo…comperate a casa vostra”. Le condizioni di acquisto prevedevano la clausola “soddisfatti o rimborsati” con la sostituzione dell'articolo, ovvero la restituzione dell'intera somma versata (spese di ritorno a carico del cliente). I marchi degli articoli sono fra i più importanti dell'epoca: Bassetti, Kodak, Hoover, Remington, Lanerossi, Zucchi, Bialetti, porcellana Laveno, argenteria Christofle, penne Aurora, valigie Valaguzza, ecc. Con i suoi prodotti, prezzi e didascalie, il catalogo si rivolgeva ad un target medio-alto, ma la diffusione sempre più capillare del mezzo e il boom economico fecero sì che le classi meno abbienti potessero avere accesso ad abitudini di consumo più generose.
In Italia il catalogo di vendita per corrispondenza diventa una sorta di “libro dei desideri” racconta al fruitore una realtà meravigliosa, esotica e ancora poco conosciuta. È un riflesso dei consumi dell'alta borghesia milanese, che aveva nella fondatrice un tipico esempio, ma ancora lontana dai consumi del resto del Paese. Al di là dei prezzi, che negli anni rimangono sempre piuttosto alti, altri sono i motivi del fallimento sostanziale della vendita a distanza in Italia: le manchevolezze del servizio postale giocarono un ruolo di primo piano, insieme al rincaro dell'Iva.. A tal proposito sia Vestro sia Postal Market stigmatizzavano dalle loro pagine l'impatto dell'imposta sul valore aggiunto sui prezzi, indicando chiaramente quanto essa incideva sul costo dell'articolo.

### Vestro
La Vestro infatti nasce nel 1961 da una partnership fra la Schwab di Francoforte e la società tessile italo-svizzera Legler. Il catalogo n. 1, di 57 pagine, è della primavera/estate 1962.
Verso la fine degli anni '60 la Legler rileva dalla Schwab l'intero pacchetto azionario della Vestro e nel 1969 nasce l'accordo con la francese La Redoute, la cui esperienza nella vendita per corrispondenza consente a Vestro di primeggiare nel settore nella prima metà degli anni '70. Nel 1972 La Redoute assume il controllo totale dell'azienda: viene ampliato il settore degli articoli di abbigliamento, soprattutto femminile, e rinnovata la veste editoriale. Tramite una politica di coordinamento con il servizio postale e attraverso l'utilizzo di corrieri privati, furono ridotti i tempi di consegna.
Nel 1974 si dota di una rete informatica e di un centro elaborazione dati per l'elaborazione elettronica degli ordini, contemporaneamente apre i punti Vestro: piccole strutture dislocate sul territorio italiano per la raccolta degli ordini sia telefonici che postali. La strategia era improntata sulla riduzione dei costi di chiamata, le telefonate nelle grandi città rivolte alla ditta diventarono urbane al costo di 127 lire da casa e 200 lire da cabina telefonica e i tempi di recapito della corrispondenza; infatti una lettera doveva percorrere brevi tratti assicurando la ricezione entro tre giorni dalla spedizione.
Nel 1988 alla rete dei centri Vestro si aggiungono i punti Vestro, negozi fisici dove i clienti potevano visionare i capi di abbigliamento del catalogo ed effettuare un ordine tramite buono, la merce veniva consegnata nelle stesso centro entro 24/48 ore.
Nonostante la massiccia campagna pubblicitaria che interessò principalmente le grandi città, i punti Vestro ebbero breve vita. I clienti continuarono a preferire il ritiro dei pacchi presso gli uffici postali, più numerosi e vicini ai clienti, e già dal 1991 i vari punti e l'unico show room di Milano furono chiusi. I call center dedicati e relativi numeri vennero soppressi, tutto il traffico venne convogliato sulle linee già esistenti e sicuramente inadeguate creando tempi d'attesa notevoli in modo particolare su Roma che oltre a raccogliere l'utenza del Lazio si occupò anche di una parte dell'Abruzzo, prima gestita da Pescara.
Inoltre la necessità di contenere i costi di spedizione costrinse la Vestro a ridurre l'utilizzo di scatole a favore di buste di carta, procurando notevoli manomissioni dei pacchi con conseguente resa da parte del cliente. Per favorire una ripresa della società dal 1991 al 1993 non fu applicato il valore minimo dell'ordine, ciascuno poteva acquistare per un importo libero, le spese postali venivano conteggiate normalmente, non subirono un aumento, e all'interno del pacco venne sempre inserito un gadget che variava in base al modulo d'ordine.
Nel 1994 inizia il declino della società: inutile fu il tentativo di ricapitalizzazione effettuato dalla società francese La Redoute e l'inserimento del part-time a rotazione dei dipendenti. I centri di raccolta ordini più piccoli quali Ancona vennero chiusi altri restarono in vita fino al maggio 1996, l'ultimo a chiudere fu Bergamo. Nel giro di tre anni la Vestro accumulò debiti ingenti che ne decretarono la chiusura il 31 agosto 1996.

### La Base
Fondata nel 1960 con sede a Milano, aveva anche il negozio aperto al pubblico in Via Inama Negli anni '60 fu l'Azienda italiana di maggiori dimensioni in termini di fatturato nel campo della vendita a distanza. Agli inizi degli anni ‘70 La Base venne acquistata dalla ITT, multinazionale statunitense che non aveva mai operato nella vendita a distanza. Purtroppo questo si tradusse in una costante contrazione delle vendite. Nel 1977 il pacchetto azionario venne rilevato dalla Postal Market e nel 1980 i cataloghi vennero unificati.

### Markasa
Il catalogo despecializzato Markasa, azienda con sede a Milano, propone moda femminile, biancheria e stoviglieria per la casa, mobilio, articoli per campeggio e tempo libero. I prezzi sono piuttosto alti: il tailleur di copertina del catalogo primavera/estate 1968 è venduto a £ 15.000.

### C.I.A.
C.I.A. SpA (Compagnia Internazionale Abbigliamento) con direzione centrale a Fossombrone, e sede legale, direzione generale, commerciale e amministrativa a Milano presenta, nel catalogo primavera/estate 1968, il Centro Esposizione a Milano in Via Vivaio (non ancora negozio, ma luogo dove guardare l'articolo e fare l'ordine). Nel catalogo autunno/inverno 1969/'70 i negozi CIA hanno sede a Milano, Bergamo, Fossombrone, Pergola.

### CIM
Il catalogo CIM propone la merce di un grande magazzino romano anche attraverso le vendita per corrispondenza dei suoi articoli. Il catalogo è ricchissimo di articoli, dalla moda femminile al televisore, dagli oggetti per la casa e per il tempo libero a quelli per il neonato. Viene applicato il servizio “soddisfatti o rimborsati”, con la restituzione del totale delle spese, quindi anche quelle di rispedizione del prodotto.

## Descrizione e presentazione degli articoli
Per quanto concerne la presentazione delle immagini, a cominciare dal catalogo Postalmarket n. 2, le foto ritraggono le modelle senza sorriso, l'espressione del volto ferma e “cupa”, in pose innaturali e statiche, tanto da poter essere confuse con dei manichini, tutt'altra cosa rispetto alla naturalezza, per esempio, dei sorrisi della famiglia tipo nel catalogo Christmas Sears 1958 L'ambientazione inoltre è inesistente, non si va oltre un anonimo sfondo neutro: propedeutico alla fruizione dell'articolo, certo, ma paradossalmente l'immagine non ne guadagna. Nel catalogo Postalmarket n. 4 PRIMAVERA ESTATE 1962 nel proporre la moda donna si alternano, addirittura, manichini e modelle in carne e ossa, le quali però riprendono le posizioni rigide dei manichini.
Nei primi anni ‘70 persino la “diva” che presenta la “boutique”, cioè gli abiti e gli articoli delle pagine iniziali, altra caratteristica di Postal Market, viene fotografata in pose e sfondi anonimi, o neutri. In compenso però il sorriso e la naturalezza delle espressioni cominciano a farla da padrone sui volti delle modelle e dei modelli. Il trattamento delle immagini cambia e migliora in fretta nel corso del decennio. Se comprare è la felicità allora la famiglia presentata nel catalogo è sorridente perché veste Postal Market (o Vestro). Le fotografie cominciano a presentare ambientazioni in esterno o comunque contestualizzate e anche le foto degli articoli ovvero le foto in interno sono ambientate con un'attenzione maggiore. La presentazione degli articoli, nel catalogo Postalmarket n. 2, inizia dai prodotti per neonati. L'assortimento continua con giochi, biancheria per la casa, stoviglieria, casalinghi, accessori per il bagno, moda intima femminile (le foto sono azzurrate, come in un negativo), costumi donna, grembiuli e moda donna: le descrizioni degli abiti sono senza commenti o consigli sul “dove/come/quando” indossarli. Si passa poi ai prodotti per la cura della persona, rasoi elettrici, moda uomo, valigie, aspirapolvere, televisore (22 pollici £ 94.500), utensili vari e articoli per campeggio. Nella 3ª di copertina, rammentando il catalogo n. 1 dell'ottobre 1960, in quella che diventerà una caratteristica di Postalmarket, la captatio benevolentiae della lettera alla clientela, il catalogo veniva definito “un grande magazzino a domicilio”.
Nel catalogo Postalmarket n. 3 – AUTUNNO – INVERNO 1961/1962 la lettera ai clienti è passata alla 2ª di copertina. Postalmarket dà il via ad un nuovo servizio CONSIGLI alle “neo mamme e prossime mamme” riguardante la cura del neonato perché Postalmarket “desidera diventare anche un amico al quale potersi rivolgere per consigli”: si inizia con le istruzioni, con illustrazioni, su come fasciare il neonato. In seguito, questo “atteggiamento” amicale, confidenziale, si concretizzerà, oltre che nella lettera alla clientela, che introduceva ogni catalogo, personalmente gestita dalla Fondatrice, anche nel periodico quindicinale “IDEE – POSTAL MARKET”, nel quale la stessa Signora Bonomi Bolchini, volto sorridente, elegantissima anche se in una foto in primo piano e in bianco e nero, curava la rubrica “La nostra corrispondenza”. Il tono delle lettere riguarda il catalogo stesso e gli eventuali problemi nel fare gli ordini ovvero domande sulla moda: le risposte della Signora Bonomi-Bolchini sono un concentrato di buon senso, buon gusto, educazione impeccabile ed eleganza. Ai primi anni '80 “Idee – Postal Market” è ormai solo uno strumento pubblicitario in cui, in una quindicina di paginette, vengono presentati articoli tratti dal catalogo generale, (consigli e rubrica della Posta scomparsi), cui si rimanda per eventuali nuovi ordini. Di norma questi cataloghini veicolavano il concorso a premi che tanta parte ha avuto nel pubblicizzare negativamente la vendita a distanza in Italia: alla cliente veniva comunicato di aver vinto un premio, forse addirittura il primo premio. Per saperlo avrebbe dovuto fare un ordine da catalogo: spesso il “premio” si concretizzava in bigiotteria di poco valore inserita nel pacco insieme all'ordine stesso che era servito per averla. Vestro, nel catalogo n. 28, primavera/estate 1975 (p. 1) si dissocia radicalmente dai premi e concorsi: avendo fatto un sondaggio tra le donne italiane, ha scoperto che
Il mondo descritto nei cataloghi è quello soft ed edenico dei film di Doris Day, impeccabile nel vestire con abiti adatti ad ogni ora del giorno. Non per nulla a p. 18 si trova l'abito “da cocktail”. Si insiste molto sulle caratteristiche dei tessuti che risparmiano tempo e fatica: “no-iron”, - “ingualcibile”, - “non stiro”.
La presentazione degli articoli continua con gli abiti prematerni, la moda intima femminile: “l'offerta Vestro alla sposa romantica” si concretizza nel negligé e camicia da notte in color bianco a £ 9.500. Il sogno di una vita. Si passa poi alle pagine per “bimbi e piccole signorinette”: la didascalia propone “un graziosissimo abito estivo per le vacanze della signorinetta”. Il paragone con Skipper Mattel, “sorellina” di Barbie, che farà la sua entrata in scena nel 1964, s'impone.
Si trova poi l'intimo maschile: gli articoli sono disegnati, non fotografati, e la biancheria per la casa. In ultima di copertina tornano le Kessler sulla scalinata che porta alla Piazza del Campidoglio a Roma. Il catalogo La Base si caratterizza soprattutto per l'attenzione agli articoli per lo sport, il tempo libero e la casa: mobilio, biancheria per la casa, accessori

## Soddisfatti o rimborsati
L'americana Sears si impegnava a cambiare l'articolo ovvero a restituire la somma pagata comprensiva anche delle spese di rispedizione dell'articolo.

Quest'ultima clausola è applicata anche dai cataloghi italiani, con l'eccezione di Postal Market, che, sin dai primi numeri, s'impegna a restituire la somma pagata ma non accenna minimamente alle eventuali spese di restituzione dell'articolo, anzi si specifica “spese di ritorno a carico del cliente”.
Vestro, La Base, CIM prevedono espressamente la restituzione delle spese di (ri)spedizione, mentre particolare è il caso di CIA: nei cataloghi semestrali dal 1968 al 1970 le spese di (ri)spedizione dell'articolo sono comprese nel rimborso, mentre nel catalogo primavera/estate 1971 la dicitura “spese di rispedizione comprese” è scomparsa.
A partire dagli anni '70 anche Vestro si adegua al “nuovo corso” (cataloghi semestrali collezione personale): le spese di (ri) spedizione dell'articolo reso d'ora in poi saranno a carico del cliente.

## Evoluzione del servizio: gli anni settanta
I maggiori cambiamenti, che comunque già appartengono al decennio precedente, riguardano il modo di fare l'ordine e quello di pagare la merce. Nel catalogo Postal Market n. 21 (autunno/inverno 1970/'71) si fa riferimento alle istruzioni da seguire per acquistare dal catalogo: dopo aver spedito l'ordine per posta “con l'apposito modulo”, questo verrà “immediatamente esaminato, elaborato e reso esecutivo, con l'ausilio di un modernissimo centro elettronico”. In seguito “comodamente pagherete al postino che vi posterà il pacco”. L'ordine può essere fatto anche telefonicamente, in “teleselezione” con il prefisso 02. La merce può essere resa, se non soddisfa, entro 8 giorni dal ricevimento del pacco.

Dalla possibilità di fare ordini anche telefonici (“anche di domenica e in piena notte” –) alla predisposizione di “Centri Telefonici”, nelle “maggiori città d'Italia” (Milano, Torino, Genova, Roma, Napoli, Palermo), per i quali “la Vestro…. ha assunto numerose signorine come segretarie al servizio della Cliente………le quali raccolgono la telefonata e la trasmettono poi alla Sede Centrale”. La Cliente “può chiedere qualsiasi informazione e spiegazione” tranne che di notte e nei festivi quando “le signorine vengono sostituite dai registratori automatici”. Chiaramente il know-how de La Redoute ha dato i suoi frutti.
Le novità si ricorrono da semestre a semestre. Nel catalogo Vestro primavera estate 1978 anche il tradizionale ordine spedito attraverso il Servizio Postale ha subito delle innovazioni. L'organizzazione di 7 Centri Vestro di raccolta delle missive con l'ordine nelle maggiori città italiane, consente di far giungere “più rapidamente i vostri ordini alla Vestro”.
L'innovazione principale degli anni '70 riguarda però la forma di pagamento: oltre al tradizionale contrassegno, il cliente potrà scegliere la dilazione del pagamento ovvero il pagamento con carta di credito per possessori di particolari tipologie di carta. Molto interessante è l'accennata dilazione del pagamento offerta da Vestro: il “CONTO PRIVILEGIATO CREDIVESTRO”,

## La crisi
Dopo il successo (tra la fine degli anni '80 ed i primi anni Novanta Postalmarket da sola, fatturava circa 600 miliardi di lire e gestiva 45 000 spedizioni giornaliere) il settore ebbe una caduta verticale, non salvata dai tentativi di concentrazione. Già nel 1993 Postalmarket fu acquistata dal colosso tedesco del settore Otto Versand che proseguì la gestione per 5 anni tentando un ridimensionamento. Anche i successivi tentativi di rilancio non portarono frutti.
Il settore della vendita su cataloghi, nonostante gli sforzi, rimase così quasi completamente assente in Italia. Unica eccezione di rilievo il settore libri che ha conservato una certa vivacità (Hoepli, IBS, ecc.)